# Кубок мира по лёгкой атлетике 1998
8-й Кубок мира по лёгкой атлетике — Кубок Нельсона Манделы прошёл 11—13 сентября 1998 года в Йоханнесбурге (ЮАР), на одноимённом стадионе. В турнире приняли участие по 8 команд среди мужчин и женщин: 5 сборных континентов и 3 сильнейшие страны. На протяжении трёх дней участники боролись за командную победу по итогам 20 мужских и 17 женских легкоатлетических дисциплин.
К участию в Кубке мира 1998 года были допущены по 8 мужских и женских команд:
- США
- По 2 лучшие сборные по итогам Кубка Европы 1998 года ( Великобритания и  Германия у мужчин,  Россия и  Германия у женщин)
- 5 сборных континентов: Азия, Америка, Африка, Европа, Океания

Начиная с Кубка мира 1998 года, из программы турнира был исключён бег на 10 000 метров. Вместо него у мужчин появилась дистанция 3000 метров, у женщин — 5000 метров.

## Формат
В каждой из проводимых дисциплин выступал один человек от команды. Команда-победитель определялась по наибольшей набранной сумме очков. Очки начислялись следующим образомː за победу в дисциплине — 8 очков, 2-е место — 7 очков, 3-е место — 6 очков, 4-е — 5 очков, 5-е — 4 очка, 6-е — 3 очка, 7-е — 2 очка, 8-е — 1 очко. Дисквалифицированные, сошедшие с дистанции, а также не имевшие зачётных попыток участники не получали ни одного очка.

## Соревнования
Одно из лучших индивидуальных выступлений на соревнованиях удалось американке Марион Джонс. Она выиграла бег на 100 и 200 метров с рекордами соревнований (10,65 и 21,62 соответственно), а в прыжке в длину стала второй с результатом 7,00 м.
Обаделе Томпсон из Барбадоса показал 8-й результат в мировой истории бега на 100 метров (9,87). До мирового рекорда ему не хватило 0,03 секунды.
На дистанции 400 метров с барьерами у женщин Неза Бидуан из Марокко установила новый рекорд Африки — 52,96. Этот результат всего 0,35 секунды уступал действовавшему на тот момент мировому рекорду американки Ким Баттен.
Австралийские легкоатлеты побили несколько рекордов Океании. Так, Джоанна Стоун выиграла метание копья с результатом 69,85 м, Джей Таурима занял второе место в прыжке в длину с лучшей попыткой на 8,32 м, а Мэттью Ширвингтон стал рекордсменом в беге на 100 метров — 10,07, 5-е место.

## Командное первенство
В третий раз подряд победителем командного первенства у мужчин стала сборная Африки. Для победы спортсменам с Чёрного континента нужно было в заключительном виде, эстафете 4×400 метров опережать Европу как минимум на 2 позиции. Им это удалось (4-е место против 7-го), несмотря на драматическую развязку: угандиец Дэвис Камога лидировал за 100 метров до финиша, но в конце заметно сбавил и пропустил вперёд три команды. В женском зачёте Кубок мира впервые выиграла команда США.
| Место | Команда        | Очки |
| ----- | -------------- | ---- |
| 1     | Африка         | 111  |
| 2     | Европа         | 110  |
| 3     | Германия       | 103  |
| 4     | Америка        | 98   |
| 5     | Великобритания | 90   |
| 6     | США            | 86   |
| 7     | Азия           | 65   |
| 8     | Океания        | 54   |

| Место | Команда  | Очки |
| ----- | -------- | ---- |
| 1     | США      | 96   |
| 2     | Европа   | 94   |
| 3     | Африка   | 88   |
| 4     | Россия   | 87   |
| 5     | Америка  | 81   |
| 6     | Германия | 75   |
| 7     | Азия     | 45   |
| 8     | Океания  | 42   |

## Результаты

### Сильнейшие в отдельных видах — мужчины
Сокращения: WR — мировой рекорд | AR — рекорд континента | NR — национальный рекорд | CR — рекорд Кубка мира

| Дисциплина                          | 1-е место                                                                        | 1-е место          | 2-е место                                                                     | 2-е место            | 3-е место                                                            | 3-е место          |
| ----------------------------------- | -------------------------------------------------------------------------------- | ------------------ | ----------------------------------------------------------------------------- | -------------------- | -------------------------------------------------------------------- | ------------------ |
| 100 м (ветер: −0,2 м/с)             | Обаделе Томпсон Америка/Барбадос                                                 | 9,87 AR CR         | Сеун Огункоя Африка/Нигерия                                                   | 9,92                 | Дуэйн Чемберс Великобритания                                         | 10,03              |
| 200 м (ветер: +1,3 м/с)             | Фрэнки Фредерикс Африка/Намибия                                                  | 19,97 CR           | Джентри Брэдли США                                                            | 20,38                | Трой Дуглас Европа/Нидерланды                                        | 20,40              |
| 400 м                               | Айван Томас Великобритания                                                       | 45,33              | Джером Янг США                                                                | 45,37                | Трой Макинтош Америка/Багамские Острова                              | 45,45              |
| 800 м                               | Нильс Шуман Германия                                                             | 1.48,66            | Марк Эверетт США                                                              | 1.48,73              | Норберто Тельес Америка/Куба                                         | 1.48,92            |
| 1500 м                              | Лабан Ротич Африка/Кения                                                         | 3.40,87            | Руй Силва Европа/Португалия                                                   | 3.40,95              | Энтони Уайтмен Великобритания                                        | 3.40,99            |
| 3000 м                              | Дитер Бауман Германия                                                            | 7.56,24 CR         | Исаак Висиоза Европа/Испания                                                  | 7.56,47              | Том Нярики Африка/Кения                                              | 7.59,46            |
| 5000 м                              | Даниэль Комен Африка/Кения                                                       | 13.46,57           | Шон Крейтон Океания/Австралия                                                 | 13.53,66             | Дитер Бауман Германия                                                | 13.58,40           |
| 3000 м с препятствиями              | Дамиан Каллабис Германия                                                         | 8.31,25            | Бернард Бармасаи Африка/Кения                                                 | 8.31,85              | Саад Аль-Асмари Азия/Саудовская Аравия                               | 8.39,69            |
| 110 м с барьерами (ветер: +2,0 м/с) | Фальк Бальцер Германия                                                           | 13,10              | Колин Джексон Великобритания                                                  | 13,11                | Аньер Гарсиа Америка/Куба                                            | 13,14              |
| 400 м с барьерами                   | Самуэль Матете Африка/Замбия                                                     | 48,08              | Мубарак Эль-Нуби Азия/Катар                                                   | 48,17 AR             | Динсдейл Морган Америка/Ямайка                                       | 48,40              |
| Прыжок в высоту                     | Чарльз Остин США                                                                 | 2,31 м             | Хавьер Сотомайор Америка/Куба                                                 | 2,28 м               | Сергей Клюгин Европа/Россия                                          | 2,28 м             |
| Прыжок с шестом                     | Максим Тарасов Европа/Россия                                                     | 5,85 м             | Тим Лобингер Германия                                                         | 5,80 м               | Джефф Хартвиг США                                                    | 5,70 м             |
| Прыжок в длину                      | Иван Педросо Америка/Куба                                                        | 8,37 м (+0,4 м/с)  | Джей Таурима Океания/Австралия                                                | 8,32 м (−0,5 м/с) AR | Хатем Мерсаль Африка/Египет                                          | 8,26 м (+0,7 м/с)  |
| Тройной прыжок                      | Чарльз Фридек Германия                                                           | 17,42 м (+1,6 м/с) | Денис Капустин Европа/Россия                                                  | 17,32 м (+1,7 м/с)   | Йоэльби Кесада Америка/Куба                                          | 17,25 м (+1,0 м/с) |
| Толкание ядра                       | Джон Година США                                                                  | 21,48 м            | Александр Багач Европа/Украина                                                | 20,45 м              | Оливер-Свен Будер Германия                                           | 20,42 м            |
| Метание диска                       | Виргилиюс Алекна Европа/Литва                                                    | 69,66 м CR         | Ларс Ридель Германия                                                          | 67,47 м              | Франц Крюгер Африка/ЮАР                                              | 65,73 м            |
| Метание молота                      | Тибор Гечек Европа/Венгрия                                                       | 82,68 м CR         | Хайнц Вайс Германия                                                           | 80,13 м              | Андрей Абдувалиев Азия/Узбекистан                                    | 79,40 м            |
| Метание копья                       | Стив Бакли Великобритания                                                        | 88,71 м CR         | Сергей Макаров Европа/Россия                                                  | 86,96 м              | Раймонд Хехт Германия                                                | 84,92 м            |
| Эстафета 4×100 м                    | Великобритания · Эллин Кондон · Марлон Девониш · Джулиан Голдинг · Дуэйн Чемберс | 38,09              | США · Джонатан Картер · Кёртис Перри · Аллен Джонсон · Тим Харден             | 38,25                | Африка Сеун Огункоя Леонард Майлс-Миллс Фрэнки Фредерикс Эрик Нканса | 38,29              |
| Эстафета 4×400 м                    | Великобритания [a] · Марк Хилтон · Джейми Болч · Шон Балдок · Айван Томас        | 2.59,71 [a]        | Америка [a] Майкл Макдональд Трой Макинтош Алехандро Карденас Роксберт Мартин | 2.59,77 [a]          | Африка [a] Клемент Чукву Ибраима Вад Арно Малерб Дэвис Камога        | 3.01,08 [a]        |

a  В августе 2008 года Антидопинговое агентство США дисквалифицировало спринтера Антонио Петтигрю и аннулировало все результаты, показанные им с 1997 по 2003 годы. Основанием стали показания самого спортсмена, который на суде над своим бывшим тренером Тревором Грэмом признался, что в этот период принимал запрещённый эритропоэтин для улучшения спортивных результатов. Таким образом, под дисквалификацию попало выступление сборной США (Марк Эверетт, Антонио Петтигрю, Джоуи Вуди, Джером Янг) на Кубке мира 1998 года в эстафете 4×400 метров, первое место с результатом 2.59,28.

### Сильнейшие в отдельных видах — женщины
| Дисциплина                          | 1-е место                                                              | 1-е место             | 2-е место                                                              | 2-е место          | 3-е место                                                                                | 3-е место          |
| ----------------------------------- | ---------------------------------------------------------------------- | --------------------- | ---------------------------------------------------------------------- | ------------------ | ---------------------------------------------------------------------------------------- | ------------------ |
| 100 м (ветер: +1,1 м/с)             | Марион Джонс США                                                       | 10,65 CR              | Чандра Старрап Америка/Багамские Острова                               | 10,97              | Мэри Оньяли Африка/Нигерия                                                               | 11,05              |
| 200 м (ветер: −0,6 м/с)             | Марион Джонс США                                                       | 21,62 CR              | Фалилат Огункойя Африка/Нигерия                                        | 22,25              | Жанна Пинтусевич Европа/Украина                                                          | 22,35              |
| 400 м                               | Фалилат Огункойя Африка/Нигерия                                        | 49,52                 | Грит Бройер Германия                                                   | 49,86              | Сэнди Ричардс Америка/Ямайка                                                             | 50,33              |
| 800 м                               | Мария Мутола Африка/Мозамбик                                           | 1.59,88               | Елена Афанасьева Россия                                                | 2.00,20            | Летиция Врисде Америка/Суринам                                                           | 2.00,56            |
| 1500 м                              | Светлана Мастеркова Россия                                             | 4.09,41               | Жаклин Маранга Африка/Кения                                            | 4.10,30            | Карла Сакраменту Европа/Португалия                                                       | 4.11,66            |
| 3000 м                              | Габриэла Сабо Европа/Румыния                                           | 9.00,54               | Захра Уазиз Африка/Марокко                                             | 9.01,35            | Регина Джейкобс США                                                                      | 9.11,15            |
| 5000 м                              | Соня О’Салливан Европа/Ирландия                                        | 16.24,52 CR           | Регина Джейкобс США                                                    | 16.26,24           | Берхане Адере Африка/Эфиопия                                                             | 16.38,81           |
| 100 м с барьерами (ветер: +2,7 м/с) | Глори Алози Африка/Нигерия                                             | 12,58                 | Энджи Вон США                                                          | 12,67              | Ирина Коротя Россия                                                                      | 12,77              |
| 400 м с барьерами                   | Неза Бидуан Африка/Марокко                                             | 52,96 AR CR           | Деон Хеммингс Америка/Ямайка                                           | 53,03              | Ким Баттен США                                                                           | 53,17              |
| Прыжок в высоту                     | Моника Динеску Европа/Румыния                                          | 1,98 м                | Хестри Сторбек Африка/ЮАР                                              | 1,96 м AR          | Тиша Уоллер США                                                                          | 1,93 м             |
| Прыжок в длину                      | Хайке Дрекслер Германия                                                | 7,07 м (+1,1 м/с)     | Марион Джонс США                                                       | 7,00 м (+0,3 м/с)  | Гуань Иннань Азия/Китай                                                                  | 6,74 м (+0,3 м/с)  |
| Тройной прыжок                      | Ольга Васдеки Европа/Греция                                            | 14,64 м (+0,1 м/с) CR | Татьяна Лебедева Россия                                                | 14,36 м (+1,0 м/с) | Ямиле Алдама Америка/Куба                                                                | 14,29 м (+0,6 м/с) |
| Толкание ядра                       | Вита Павлыш Европа/Украина                                             | 20,59 м               | Ирина Коржаненко Россия                                                | 19,04 м            | Конни Прайс-Смит США                                                                     | 18,79 м            |
| Метание диска                       | Франка Дицш Германия                                                   | 67,07 м               | Николета Грасу Европа/Румыния                                          | 66,25 м            | Наталья Садова Россия                                                                    | 64,38 м            |
| Метание копья                       | Джоанна Стоун Океания/Австралия                                        | 69,85 м AR            | Соня Биссет Америка/Куба                                               | 65,50 м            | Микаэла Ингберг Европа/Финляндия                                                         | 64,24 м            |
| Эстафета 4×100 м                    | США · Черил Таплин · Кристи Гейнс · Ингер Миллер · Карлетт Гуидри      | 42,00                 | Америка Тайна Лоуренс Чандра Старрап Беверли Макдональд Филомена Менса | 42,44              | Германия · Мелани Пашке · Габи Рокмайер · Биргит Рокмайер · Андреа Филипп                | 42,81              |
| Эстафета 4×400 м                    | Германия · Анке Феллер · Ута Ролендер · Ульрике Урбански · Грит Бройер | 3.24,26               | Америка Норфалия Карабали Деон Хеммингс Андреа Блэкетт Сэнди Ричардс   | 3.24,39            | Россия · Наталья Хрущелёва · Светлана Гончаренко · Екатерина Бахвалова · Ольга Котлярова | 3.25,15            |